# Therapiefreies Intervall
Der Begriff therapiefreies Intervall wird in unterschiedlichem Kontext verwendet:
- In der Notfallmedizin bezeichnet er den Zeitraum vom Eintritt eines Ereignisses bis zum Eintreffen qualifizierter medizinischer Hilfe.[1] Im Idealfall wird dieser Zeitraum durch Sofort- und Erste-Hilfe-Maßnahmen überbrückt, die von Laien oder First Respondern ausgeführt werden.
- In der Medizin allgemein die Unterbrechung einer bestimmten Behandlung, etwa eine Pause zwischen Chemotherapie-Zyklen oder das Aussetzen gerinnungshemmender Medikamente vor invasiven Eingriffe oder Operationen.